# Carrefour Online

Logo de Boostore

Carrefour Online était un site de vente en ligne généraliste de produits non alimentaires du groupe Carrefour en France lancé en 2008, auparavant nommé Boostore qui, lui, avait été lancé le 19 juin 2006 après un « buzz » sur pasdembrouille.com, qui lui aussi prenait le relais de Carrefour Multimedia et s'appuyait sur le réseau de SAV des hypermarchés Carrefour en France.

## Historique
En 2008, le site a changé de nom pour faire apparaître le nom du groupe auquel il appartient dans son nom. Il devient ainsi Carrefour Online. L'ancienne adresse de Boostore renvoie au nouveau site.
L'activité et le site Carrefour Online a été dirigée de 2007 à 2008 par Romain Voog, aujourd'hui Président et directeur général de Amazon France, puis de 2009 à 2012 par Jean-Christophe Hermann. Elle est dirigée depuis fin 2012 par David Schwarz.
Après le rachat par Carrefour en janvier 2016 de la Rue du Commerce, le site Carrefour Online ferme ses portes et invite ses clients à découvrir ce service maintenant racheté par Carrefour.

## Présentation
Société par actions simplifiée créée le 26 décembre 2001, enregistrée à Évry, sous le numéro d'immatriculation 440 274 611, cette entreprise était spécialisée dans le secteur d'activité de la vente à distance sur catalogue général. Elle était localisée à  Massy. 
La société, fortement déficitaire (25 millions d'euros pour 37 millions de chiffre d'affaires en 2015), a été dissoute le 24 janvier 2017.